# Robin Stjernberg
Robin Stjernberg (* 22. února 1991 Hässleholm, Švédsko) je švédský pop zpěvák.
Je známý díky působení v boybandu What's Up!, stříbrnou účastí v osmé řadě švédské talentové soutěže Idol, vítězstvím v národním kole Melodifestivalen 2013 a následné reprezentaci Švédska na Eurovision Song Contest 2013 v Malmö, kde s písní „You“ obsadil 14. místo se ziskem 62 bodů.

## Kariéra

### What's Up
V roce 2006 Robin zvítězil v soutěži Sommarchansen v Malmö. O rok později se stal členem nového boybandu What's Up, kde vystupoval spolu s Ericem Saade, Luwdigem Keijserem a Johanem Yngvessonem. Poté, co v roce 2009 Saade skupinu opustil, byl nahrazen Johannesem Magnussonem.
Formace vydala album In Pose, které obsadilo 40. místo ve švédské hitparádě. Mezi nejlepší švédské singly se pak dostaly písně "Go Girl!" (#5) a "If I Told You Once" (#16).

### Idol(2011)
Ve švédské odnoži populární pěvecké reality-show Idol se Stjernberg dostal do finále, kde prohrál ve finálovém duelu ve zpěvačkou Amandou Fondell. Obdržel 48% diváckých hlasů.
Vystoupení v soutěži::
- Casting: "Who You Are" (Jessie J)
- Čtvrtfinále (26.9.): "Breakeven" (The Script)
- Semifinále (30.9.): "Animal" (Neon Trees)
- Top 11 (7.10.): "California King Bed" (Rihanna)
- Top 10 (14.10.): "Alla Vill Till Himmelen Men Ingen Vill Dö" (Timbuktu)
- Top 9 (21.10.): "Halo" (Beyoncé)
- Top 8 (28.10.): "When a Man Loves a Woman" (Percy Sledge)
- Top 7 (4.11.): "Who You Are" (Jessie J)
- Top 6 (11.11.): "Reach Out, I'll Be There" (The Four Tops)
- Top 5 (18.11.): "Bohemian Rhapsody" (Queen) & "Pride (In the Name of Love)" (U2)
- Top 4 (25.11.): "Let Me Entertain You" (Robbie Williams) & You Raise Me Up (Josh Groban)
- Top 3 (2.12.): "Dedication to My Ex (Miss That)" (Lloyd) & "Love Is Gone" (David Guetta & Chris Willis)
- Finále (9.12.): "In My Head" from Jason Derülo, "Halo" (Beyoncé) & "All This Way" (singl pro vítěze)

### Po soutěžiIdol
2. prosince 2011 vyšel oběma finalistům soutěže singl "All This Way" z pera Darina Zanyara.
Stjernberg obdržel smlouvu s hudebním vydavatelstvím Lionheart Music Group, s nímž na počátku ledna 2012 vydal album coververzí My Versions, které se vyšplhalo na první místo švédské hitparády.
Jako debutový singl vyšla verze písně od Beyoncé, "Halo".

### 2013: Melodifestivalen a Eurovize
S písní "You" se Stjernberg zúčastnil národního kola do Eurovision Song Contest 2013. 23. února vystoupil ve čtvrtém semifinálovém kole v Malmö, odkud postoupil do Druhé šance. Zde o týden později zvítězil v duelu s Martinem Rolinskim a postoupil do finálového kola.
Ve finále 9. března obdržel první místo od mezinárodních porot a druhé místo od diváků (vítězem jejich hlasování byl zpěvák Yohio).
Stjernberg se stal celkovým vítězem a reprezentoval Švédsko ve finále Eurovize 2013 v Malmö. Stal se prvním soutěžícím Melodifestivalenu, který postoupil z Druhé šance a zároveň zvítězil ve finále.
Na Eurovizi Robin obsadil 14. místo se ziskem 62 bodů, včetně nejvyššího dvanáctibodového ohodnocení z Norska.
Krátce po Eurovizi Robin vydal druhé album Pieces, které obdrželo zlatou desku. V březnu 2014 vystoupil na Melodifestivalenu 2014 a předal vítěznou trofej nastávající vítězce Sanně Nielsen.

## Osobní život
Od roku 2011 Stjernberg chodí s Molly Petersson Hammar, účastnící Idolu 2011.

## Diskografie

### Studiová alba
| Název       | Detaily                                                                                      | Nejvyšší dosažené umístění | Certifikace |
| Název       | Detaily                                                                                      | SWE                        | Certifikace |
| ----------- | -------------------------------------------------------------------------------------------- | -------------------------- | ----------- |
| My Versions | - Vydáno: 4. února 2012 - Vydavatel: Lionheart Music Group - Formát: CD, digitální stažení   | 1                          |             |
| Pieces      | - Vydáno: 26. června 2013 - Vydavatel: Lionheart Music Group - Formát: CD, digitální stažení | 2                          | Zlato       |

### EP
| Titul          | Detaily                                                                                 |
| -------------- | --------------------------------------------------------------------------------------- |
| For the Better | - Vydáno: 24. dubna 2013 - Vydavatel: Lionheart Music Group - Formát: digitální stažení |

### Singly
| Rok  | Singl          | Umístění | Umístění | Umístění | Umístění | Umístění | Album       |
| Rok  | Singl          | SWE      | AUT      | IRE      | NL       | UK       | Album       |
| ---- | -------------- | -------- | -------- | -------- | -------- | -------- | ----------- |
| 2011 | "All This Way" | —        | —        | —        | —        | —        | My Versions |
| 2012 | "Halo"         | —        | —        | —        | —        | —        | My Versions |
| 2012 | "On My Mind"   | —        | —        | —        | —        | —        | Pieces      |
| 2012 | "Scars"        | —        | —        | —        | —        | —        | Pieces      |
| 2013 | "You"          | 1        | 61       | 31       | 42       | 72       | Pieces      |
| 2013 | "Crime"        | —        | —        | —        | —        | —        | Pieces      |